# Lumbrineris heterochaeta
Lumbrineris heterochaeta är en ringmaskart som först beskrevs av Schmarda 1861.  Lumbrineris heterochaeta ingår i släktet Lumbrineris och familjen Lumbrineridae. Inga underarter finns listade i Catalogue of Life.